# Kurt Dieterich
Kurt Dieterich (* 15. März 1898 in Stuttgart; † 16. Oktober 1968) war ein deutscher Ingenieur und Fabrikdirektor.
Nach seinem Abitur am humanistischen Gymnasium in Stuttgart und dreijährigem Militärdienst in der Kriegsmarine (1915–1918) studierte Dieterich Maschineningenieurwesen an der TH Stuttgart. Er besuchte die Handelshochschule München und am Technikum für Textilindustrie in Reutlingen, er beendete seinen Studiengang als Diplom-Ingenieur. Von 1922 bis 1937 war er als technischer Leiter und Prokurist in verschiedenen Textilfirmen in Sachsen und Baden tätig. Danach saß er bis 1959, unterbrochen durch seine Teilnahme am Zweiten Weltkrieg in den Vorständen der mechanischen Baumwoll-Spinnerei und Weberei Bayreuth und der Neuen Baumwoll-Spinnerei und Weberei Hof. Später war er Geschäftsführer der Süddeutschen Webstoff-Gesellschaft Hof und der Spinnerei Nördlingen.
Dieterich bekleidete verschiedene Ämter, so war er Vizepräsident der IHK für Oberfranken in Bayreuth und Vorsitzender des Verbands der nordbayerischen Textilindustrie in Hof, er gehörte dem Präsidium des Landesverbands der bayerischen Industrie und dem Beirat von Gesamt Textil an und saß dem Verband der Deutschen Baumwollspinnerei in Frankfurt am Main vor. Von 1959 bis 1965 gehörte er dem Bayerischen Senat für die Gruppe Industrie und Handel an. 1960 wurde er Präsident der International Federation of Cotton and allied Textile Industries mit Sitz in Manchester.